# آیزول‌وورث
longitudeآیزول‌وورثlatitudeآیزول‌وورث
آیزول‌وورث (به انگلیسی: Isleworth) یک ناحیه در لندن است که در منطقه هانزلو لندن واقع شده‌است.

## خصوصیات
آیزول‌وورث ۸٫۳۱ کیلومترمربع مساحت دارد.

## افراد ساکن مشهور
- ژوزف بنکس
- ویلیام ترنر
- دیوید اتنبرو
- ویلیام هارتنل

## نگارخانه

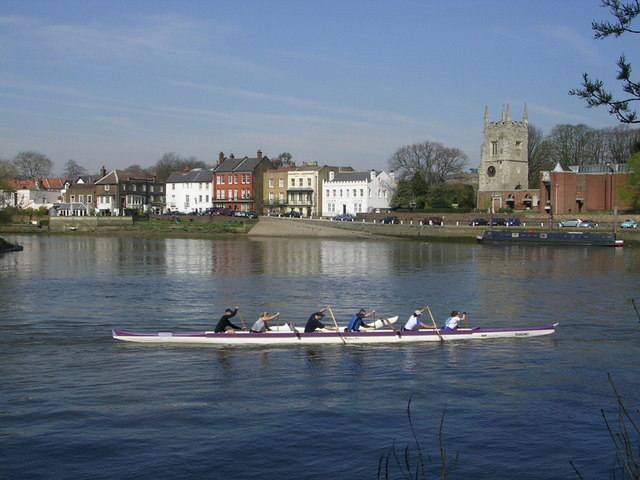
Canoe in front of All Saints, Isleworth and the Thames waterfront
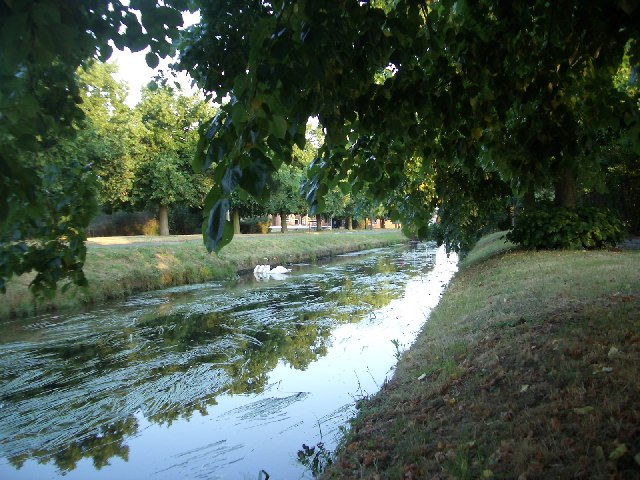
Parkland section of the Duke of Northumberland's River
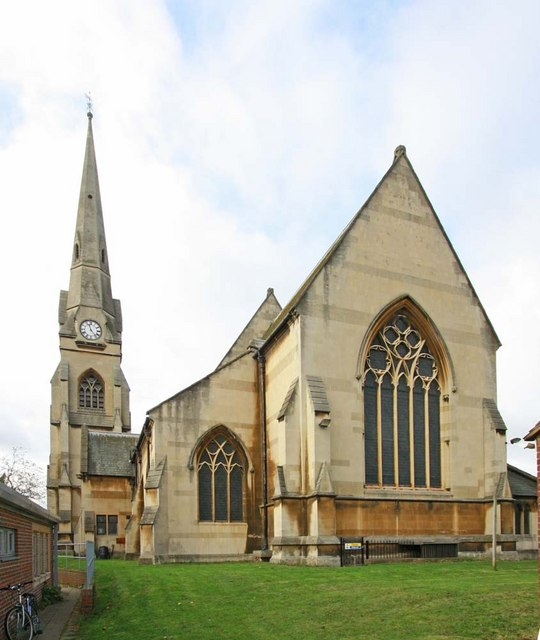
St Mary's Church, Osterley Road
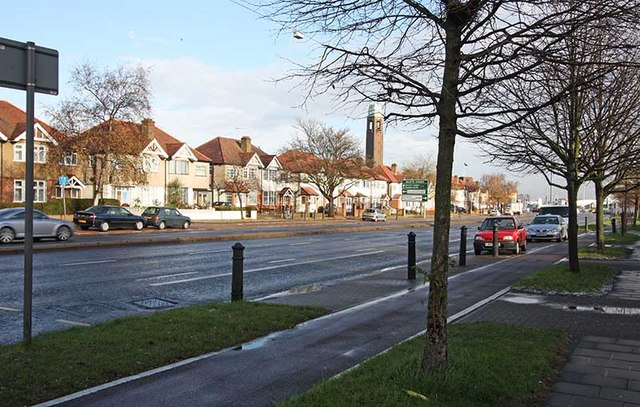
Great West Road near the Gillette Tower, Gillette Corner
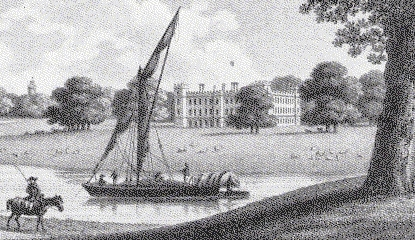
Syon House, Isleworth and partly in Brentford, in 1783
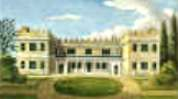
Little Syon in 1802 (Built 1592)
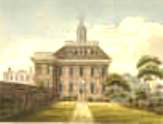
Somerset House in 1800
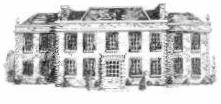
Shrewsbury House
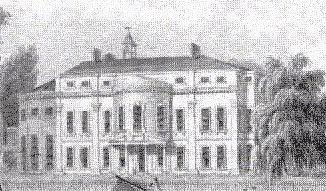
Lacy House, late 18th century
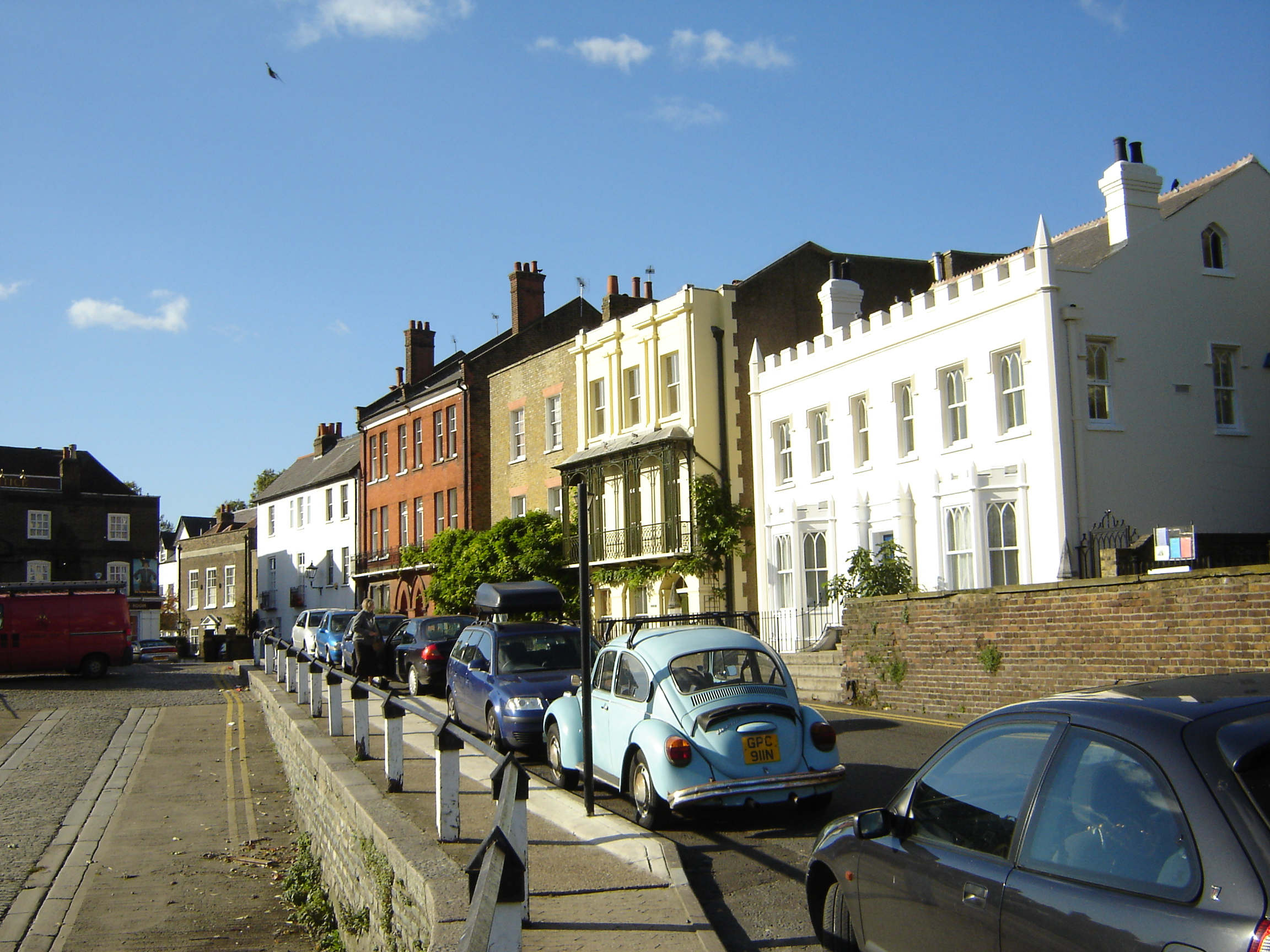
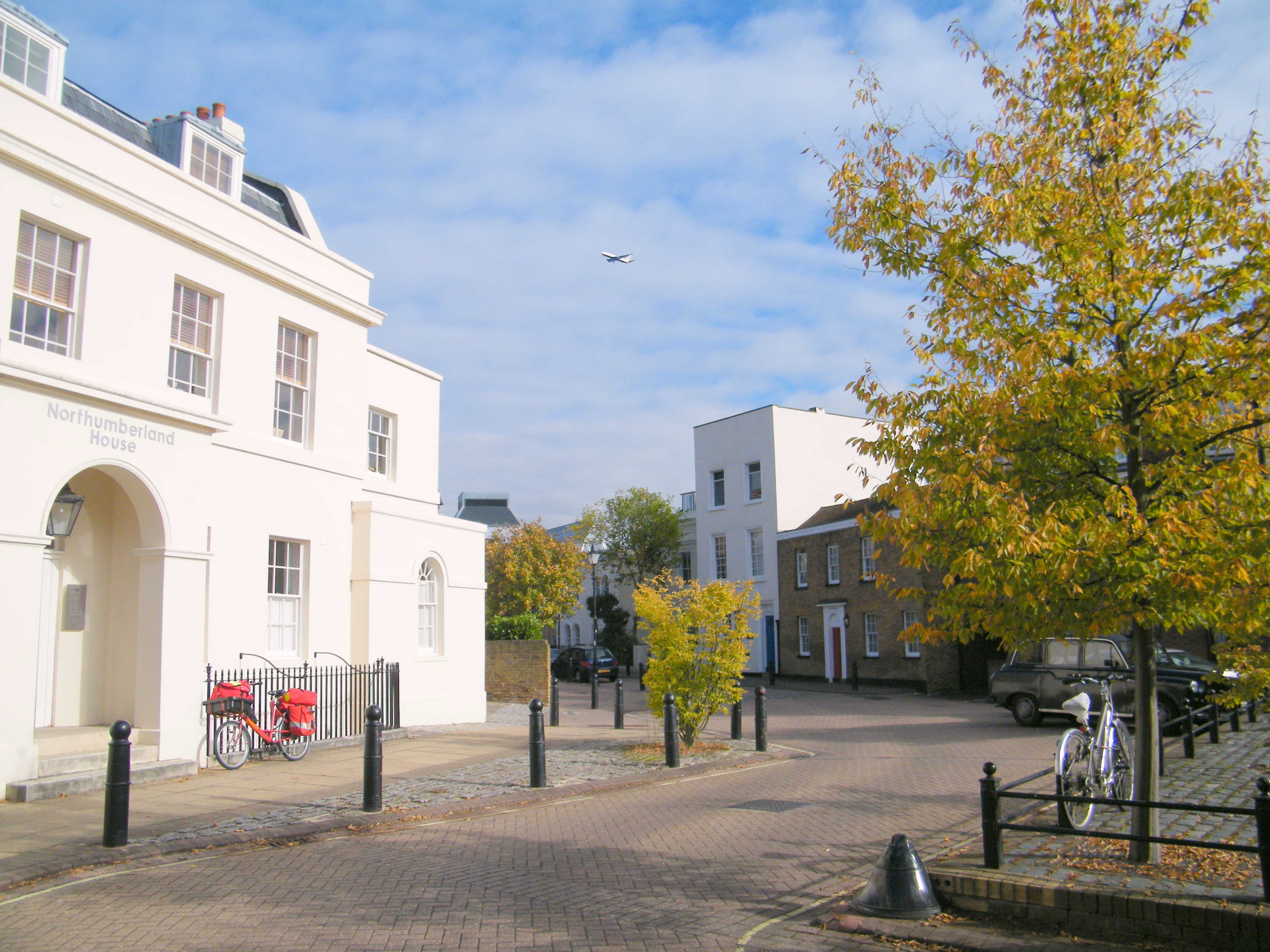
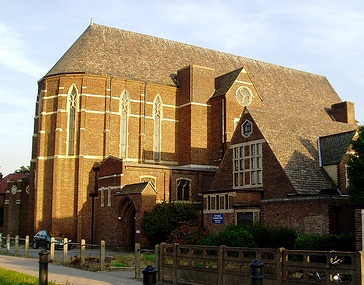
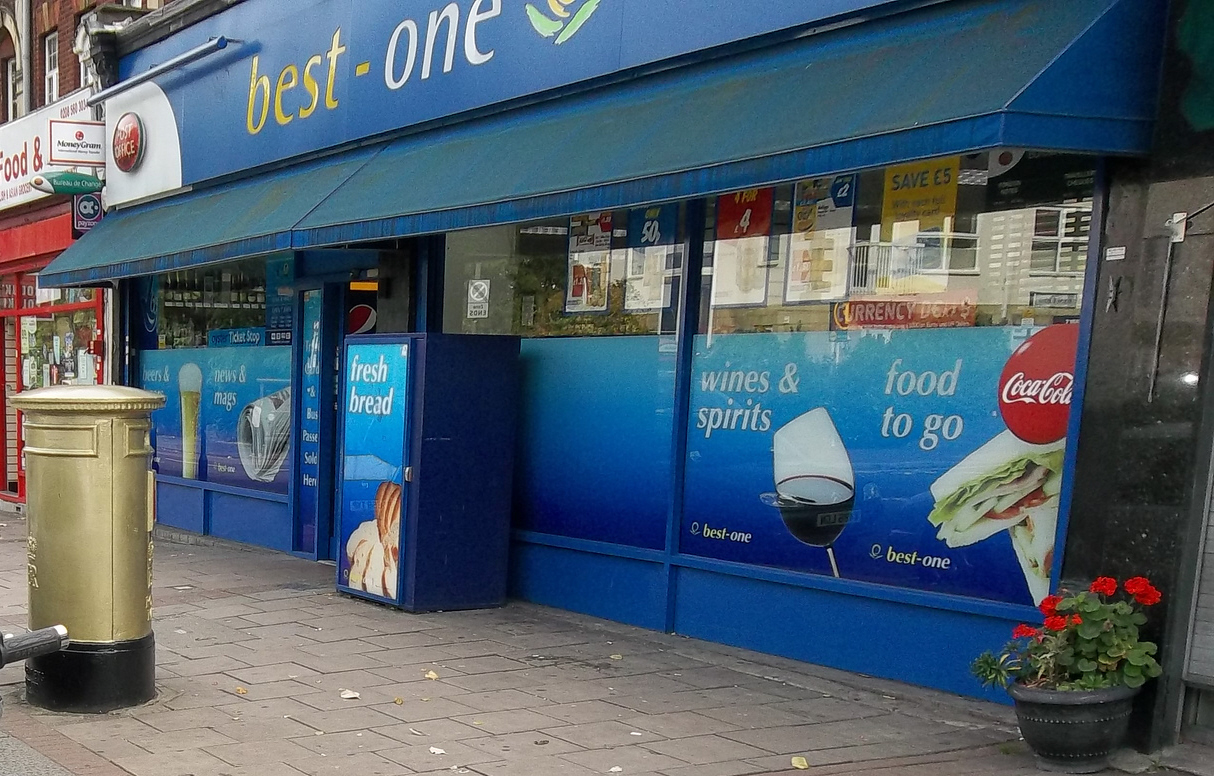